# Poppenhof (Schnaittach)
Poppenhof ist ein Gemeindeteil des Marktes Schnaittach im Landkreis Nürnberger Land (Mittelfranken, Bayern). Poppenhof liegt in der Gemarkung Hedersdorf.

## Lage
Der Weiler hat etwa 15 Gebäude und wird durch den Osternoher Bach, einen linken Zufluss der Schnaittach und eine schmale Flur in eine westliche und eine östliche Hälfte geteilt. Die Kreisstraße LAU 10 führt nach Hedersdorf zur Staatsstraße 2241 (1,1 km südwestlich) bzw. nach Waizmannsdorf (1,5 km nordöstlich).

## Geschichte
Der Ort verdankt seinen Namen wahrscheinlich Angehörigen des Osternoher Adelsgeschlechts Poppo.
Mit dem Gemeindeedikt wurde Poppenhof im Jahr 1808 dem Steuerdistrikt Hedersdorf und der  Ruralgemeinde Hedersdorf zugewiesen. Mit dem Zweiten Gemeindeedikt (1818) gehörte Poppenhof zur Ruralgemeinde Rabenshof.  Am 30. Juni 1931 wurde diese aufgelöst und Poppenhof kam wieder zur Gemeinde Hedersdorf. Im Zuge der Gebietsreform in Bayern wurde Poppenhof am 1. Juli 1971 nach Schnaittach eingemeindet.